# Posizione del missionario

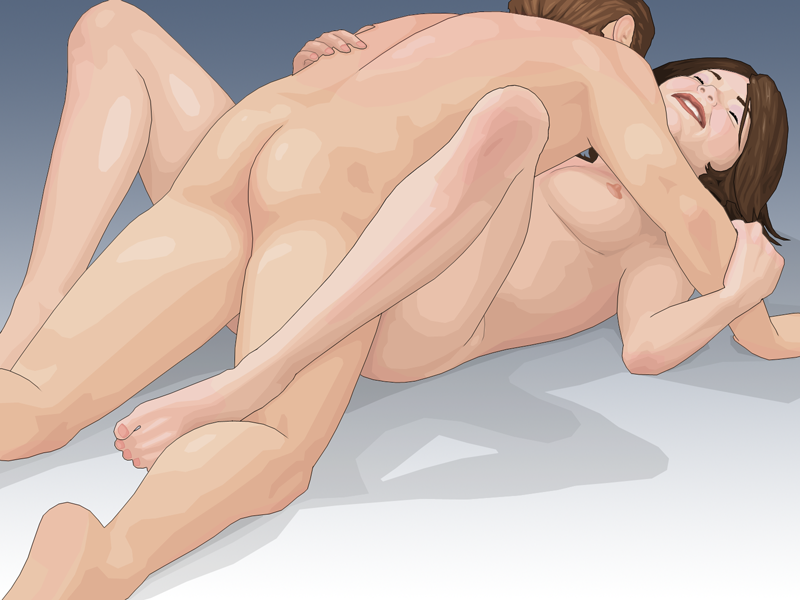
Posizione di base del missionario con contatto ventrale

La posizione del missionario o con uomo sopra indica la posizione sessuale in cui la donna si trova sdraiata sulla schiena (supina) mentre l'uomo le sta sopra, così da esser l'una di fronte all'altro. Anche se comunemente associata con gli aspetti inerenti alla sessualità eterosessuale, questa posizione viene spesso usata anche dalle coppie gay e lesbiche.
La posizione del missionario può essere eseguita sia durante la penetrazione sessuale sia nel sesso non penetrativo (a esempio il sesso intercrurale) ed è considerata come modalità che facilita sia la deflorazione che la fecondazione; le sue varianti consentono diversi gradi di stimolazione del clitoride, profondità di penetrazione sessuale, partecipazione attiva da parte della donna nel godimento e nel soddisfare ampiamente l'uomo e la probabilità per entrambi i partner di raggiungere l'orgasmo, ovvero l'apice del piacere reciproco.
Si crede comunemente che il termine sia sorto in relazione all'opera di evangelizzazione dei missionari cristiani, i quali avrebbero insegnato ai nativi che man man incontravano esser questo l'unico modo corretto e voluto dal Signore nell'impegnarsi in relazioni intime; con molta probabilità tuttavia la denominazione ha avuto origine dal sessuologo statunitense Alfred Kinsey, attraverso una serie di equivoci e fraintendimenti dei documenti storici a sua disposizione quando nel "comportamento sessuale nel maschio umano" gli antichi toscani si riferiscono a questa come alla "posizione di Angelica", mentre nel mondo arabo è anche chiamato "il modo dei serpenti" (il Rapporto Kinsey pubblicato nel 1948 ne narra ampiamente la storia).
La posizione del missionario è spesso la preferita dalle coppie a causa delle sue qualità romantiche, offre difatti la possibilità d'un contatto pelle a pelle, di guardarsi direttamente negli occhi, oltre che baciarsi ed accarezzarsi, consentendo all'uomo di prendersi in carico il ritmo e la profondità della spinta pelvica. Rimane comunque possibile anche per la donna assumere un ruolo attivo, muovendo i fianchi, spingendo i piedi o aumentando la propria stretta al partner con mani e gambe. Questa posizione risulta invece essere la meno adatta durante le fasi più avanzate della gravidanza o quando si desidera che sia la donna ad avere un maggior controllo sull'atto amoroso.

## Etimologia

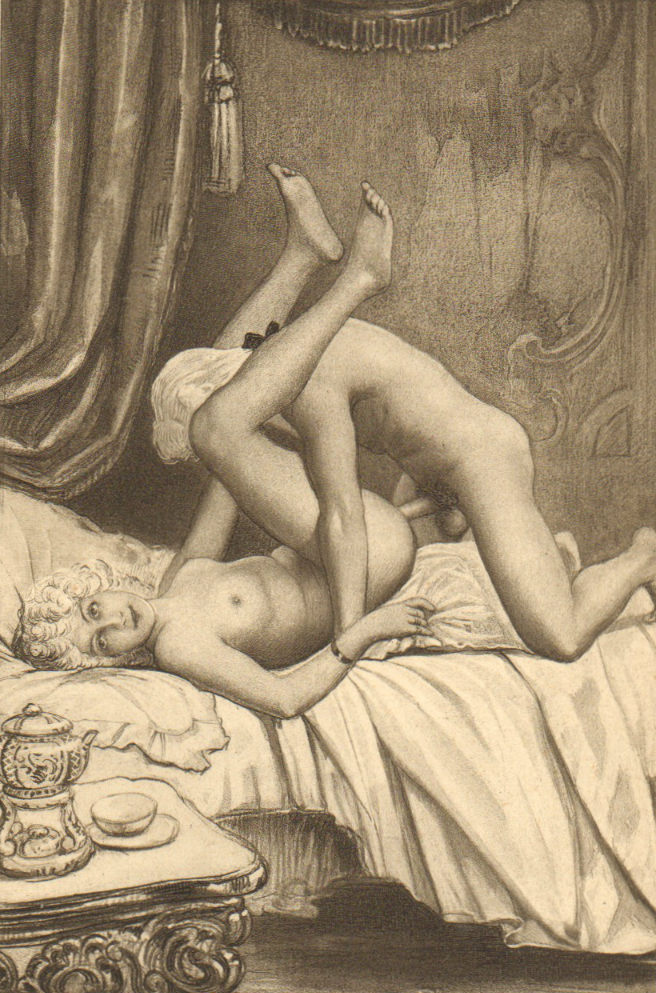
Illustrazione di Édouard-Henri Avril per il romanzo Fanny Hill. Memorie di una donna di piacere, raffigurante la "posizione ad ostrica viennese"

Prima della pubblicazione del lavoro di Kinsey nel 1948, questa modalità d'accoppiamento umano era conosciuta con diversi nomi, tra cui "la matrimoniale", la "posizione mamma-papà" o "di superiorità maschile"; nel volume che descrive con ampi dettagli il comportamento sessuale maschile, rilevando l'ampia preferenza data a questa posizione tra gli americani, la battezzò "English-American position". Riflettendo poi sul lavoro di Bronisław Malinowski intitolato La vita sessuale dei selvaggi nella Melanesia nord-occidentale (1929) registra l'uso quasi universale di una posizione totalmente differente ossia la posizione da dietro) tra gli abitanti delle isole Trobriand; questi, effettuandone la caricatura, si riferivano all'"English-American position" come alla "posizione del missionario". Ad oggi, nessun lessicografo e studioso di sessuologia ha mai reperito l'uso del termine prima della menzione di Kinsey.
Nel 2001 Robert Piest ha nuovamente esaminato le origini del termine ed è giunto alla conclusione che il sessuologo statunitense aveva confuso e tradotto malamente diverse frasi nel coniare accidentalmente il termine. Kinsey scrive che i trobriandesi deridevano la posizione faccia a faccia con uomo sopra, dicendo poi che questo modo lo avevano appreso dai commercianti bianchi; ricorda poi che la Chiesa cattolica durante il medioevo insegnava esser questo l'unico modo lecito di fecondare una donna, presumendo infine che fossero stati proprio i missionari ad insegnarla ai cosiddetti selvaggi. Da parte sua Malinowski scrive solo d'aver veduto una coppia di fidanzati appoggiati l'uno contro l'altra e mano nella mano, situazione che i nativi prendevano in giro per esser la "moda missionaria", in quanto pareva essere la preferita dagli stessi missionari cristiani, e proprio da questa frase Kinsey ha inventato il nuovo termine di "posizione del missionario".
In ogni caso da allora il termine viene largamente accettato; gli scrittori iniziano ad utilizzare l'espressione a partire dagli anni sessanta, fino a quando Alex Comfort la indica nel suo best seller La gioia del sesso (1972) fino ad approdare all'Oxford English Dictionary nel 1976. Da quel momento in poi si diffonde anche ad altre lingue, dal tedesco "Missionarsstellung" allo spagnolo "postura del misionero", dall'olandese "missionarishouding" al francese "position du missionaire".
Nell'Otello di William Shakespeare (atto 1, scena 1), la posizione del missionario viene eufemisticamente chiamata "la bestia con due schiene".

## Varianti
Anche se vi sono un certo numero di varianti che si possono adottare, la posizione classica comporta che il partner femminile ricettivo si trovi sdraiato completamente sotto il partner maschile insertivo.

### Posizione di base
La donna giace supina con le gambe allungate o rialzate verso il petto e con le piante dei piedi comodamente appoggiate sul materasso, mentre l'uomo esegue la penetrazione standole sopra; in questo modo può controllare e decidere autonomamente la forza, la profondità e il ritmo delle spinte da dare.

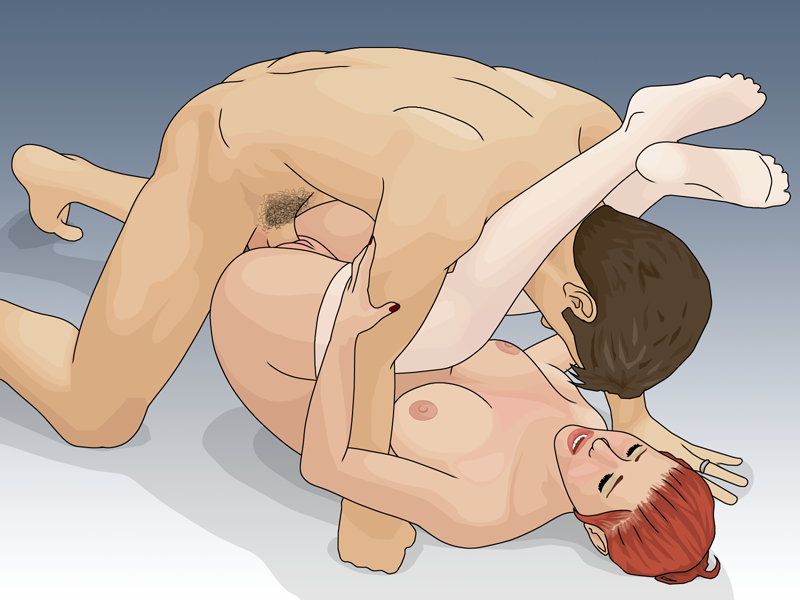
Posizione dell'ostrica viennese

Alcune donne preferiscono assumere un ruolo di completa sottomissione e passività durante il rapporto, tenendo le gambe dell'uomo tra le proprie (questa è comunemente chiamata "posizione della stella marina"); questo limita ulteriormente la libertà di movimento della donna la quale può ora solamente aumentare la stretta premendo le cosce; ciò tuttavia aumenta l'attrito vaginale rendendo più difficoltosa la spinta. La maggior parte delle donne fa anche esperienza di involontarie contrazioni vaginali durante il rapporto sessuale nella posizione del missionario, con il pene che si trova a contatto preferenziale con la parete anteriore della vagina ed il glande che raggiunge il fornice vaginale anteriore; mentre nella posizione da dietro è in contatto preferenziale con la parete posteriore della vagina e probabilmente raggiunge il fornice posteriore.

### Posizione a gambe intrecciate

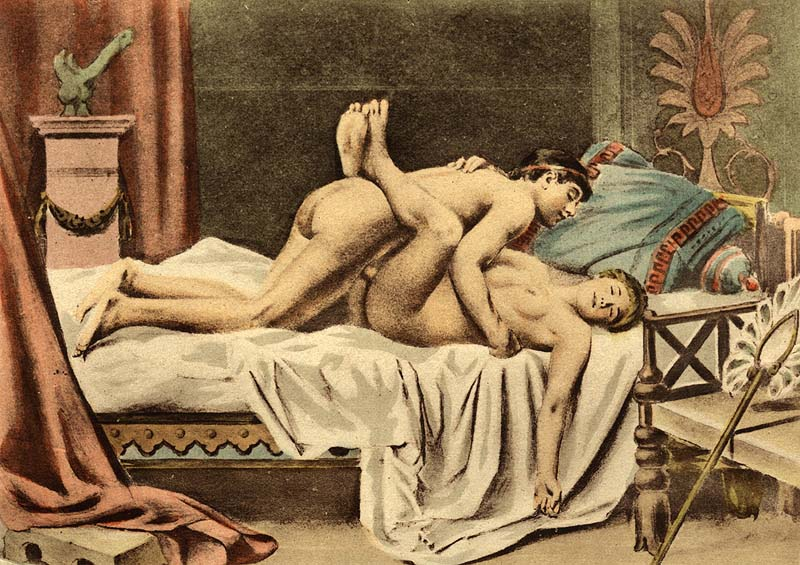
Édouard-Henri Avril, posizione del missionario a gambe intrecciate

Le gambe e le braccia della donna rimangono generalmente libere di muoversi, anche se la sua posizione e movimento possono esser limitati dal peso del partner sopra di lei; tanto più in alto mantiene le gambe e tanto più profonda risulterà la penetrazione. Quando tiene le gambe sollevate la donna ha un minore controllo del ritmo delle spinte; sollevando invece il bacino riduce l'angolo di penetrazione abbassando così il livello di stimolazione clitoridea. Le gambe della donna possono rimanere allungate o rialzate verso il petto o avvolgersi attorno al partner a varie altezze; quando appoggia le gambe sulle spalle dell'uomo o chiude le caviglie attorno al suo collo, tale posizionamento viene definita "ostrica viennese". Può anche sostenersi le gambe con le mani o incrociare le braccia attorno alle proprie ginocchia; alcune donne possono essere abbastanza flessibili da portare le caviglie fin dietro la testa. In alternativa è il partner che può tenerle afferrate le gambe. Occorre infine far attenzione in quanto se l'uomo s'appoggia troppo alle gambe sollevate della donna può causarle un'eccessiva pressione alla schiena e comportando un rischio di strappo muscolare alle cosce.
Può anche essere utilizzato un cuscino per alterare la profondità e l'angolo di penetrazione, ciò può contribuire ad alleviare la pressione di gambe e braccia dell'uomo; mentre mettere un cuscino sotto le natiche della donna per sollevarne il bacino e i fianchi favorisce un aumento della pressione sul clitoride e sua relativa stimolazione. Ciascuno di questi metodi può aumentare la profondità di penetrazione e consentire un più facile accesso; infine utilizzare un cuscino può aiutare la donna ad inarcarsi ed evitare il mal di schiena.
In un'ulteriore variante la donna può sollevare e piegare leggermente le gambe, poggiando i piedi sul materasso, ciò accorcia la distanza tra la vagina e la cervice uterina, giungendo così ad applicare maggior attrito sulla zona denominata punto G; la donna può trovare questa posizione più confortevole rispetto a quella standard, permettendole di rispondere alla spinta dell'uomo e dandole un certo controllo sul ritmo.
Il posizionamento delle gambe della donna sulle spalle dell'uomo fornisce la più profonda penetrazione possibile, tale variante è talvolta chiamata "l'incudine", in tal modo il glande raggiunge il fornice vaginale posteriore.

### Posizione a farfalla

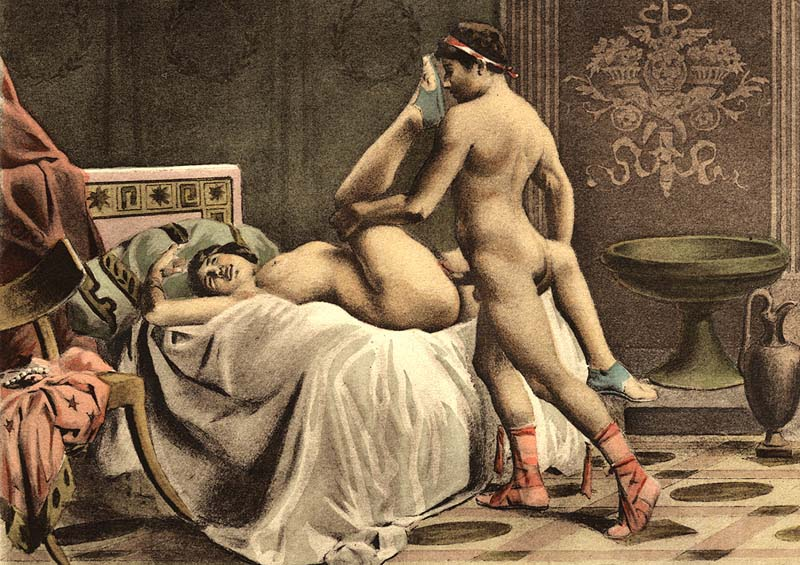
Posizione a farfalla in un quadro di Avril

Mentre la donna sta sdraiata sulla schiena con i fianchi sul bordo di una qualsiasi piattaforma (letto, tavolo, scrivania o altro), l'uomo la penetra stando in piedi. Così la donna può muovere il corpo liberamente, lasciando penzolare le gambe oltre il bordo o tenerle sollevate ad una qualsiasi altezza; può anche appoggiare le proprie gambe su quelle dell'uomo. Qui la donna ha una maggior capacità di muovere il bacino e/o inarcare la schiena, mentre l'uomo può aumentare o limitare a piacimento il movimento del proprio bacino; la donna inoltre non è qui appesantita dal corpo dell'uomo appoggiato completamente sopra il suo. Questa, a volte denominata come "posizione a farfalla" aggiunge varietà all'inclinazione e profondità di penetrazione e generalmente permette all'uomo di ritrarre quasi completamente il pene per assestare poi spinte più forti e veloci.
L'aspetto negativo di questa posizione è che l'angolo di penetrazione che ne risulta riduce la stimolazione clitoridea, tanto che la donna potrebbe aver bisogno in questo caso di ricorrere direttamente alla stimolazione digitale (comunemente detta "ditalino"), sia compiuto da lei stessa sia dal partner, per arrivare a raggiungere l'orgasmo. In alternativa la donna può inarcare la schiena o sollevarsi sul busto con i gomiti e le braccia, per ridurre l'angolo e migliorare così la stimolazione.

### Nel rapporto omosessuale
La posizione del missionario può essere assunta sia dalle coppie omosessuali maschili sia femminili ed eseguendola si può compiere anche la penetrazione durante il sesso anale. Le gambe del partner che assume il ruolo passivo stanno sollevate in alto, con le ginocchia piegate verso il petto, e con una sorta di supporto (ad esempio un cuscino) tenuto sotto i fianchi può tenersi maggiormente sollevato con le natiche. In tale posizione si può eseguire anche l'anilingus.
Anche il tribadismo può esser compiuto nella posizione del missionario, la pratica si attua con lo sfregamento reciproco dei genitali; coppie femminili possono anche impegnarsi nella posizione del missionario usando un giocattolo sessuale o le dita per stimolare il clitoride. Altra classica posizione può essere assunta con il "69", posizione conosciuta anche attraverso il termine francese soixante-neuf o più recentemente con il termine inglese sixty-nine che permette di praticare il sesso orale stimolando i genitali di entrambi i partner contemporaneamente grazie alla fellatio e il cunnilingus reciproco.

## Vantaggi e svantaggi percepiti

### Psicologici
Ci sono molti aspetti psicologici interessanti inerenti alla posizione del missionario. È stata spesso considerata come esser la posizione sessuale più romantica, perché i due partner stanno l'uno di fronte all'altro mantenendo un perfetto contatto visivo, potenzialmente vi è anche una maggior probabilità di contatto pelle a pelle che in qualsiasi altra postura; la coppia può tenersi a vicenda tra le braccia e continuare ad accarezzarsi reciprocamente in ogni momento, oltre che baciarsi o guidarsi l'un l'altro i fianchi con le mani.
Allo stesso tempo la donna, o comunque il partner ricettivo, ha bisogno di avere un elevato livello di fiducia nell'uomo (nel partner che assume il ruolo attivo), il quale rimane per tutto il tempo in una posizione completamente dominante; una volta che questi ha eseguito la penetrazione sessuale è molto difficile da rimuovere senza la sua collaborazione. Con tutto il peso dell'uomo sulla donna, in particolare sul suo bacino, l'uomo guida e controlla totalmente il ritmo e la velocità delle sue spinte nella parte sessualmente più sensibile del corpo femminile; ad alcune donne piace molto la sensazione consensuale di sottomissione, mentre ad altre piace subire passivamente l'atto e portare su di sé tutto il peso del partner. La posizione del missionario risulta la più appropriata anche per quelle donne che desiderano sentirsi sopraffatte e provare la sensazione d'essere prese con più forza dall'uomo.

### Fisici
La posizione del missionario è quella più comunemente usata dalle giovani coppie che hanno la loro prima esperienza sessuale; la semplicità della postura la rende particolarmente adatta per chi è ancora inesperto. Questo modo consente un più facile ingresso del pene nella vagina, l'uomo può inoltre qui usare la forza di gravità datagli dal peso per facilitare la penetrazione; permettendo invece alla donna di rilassare i muscoli vaginali ed aiutare il compagno guidandogli il pene con la mano.
La penetrazione molto profonda e le forti spinte dell'anca facilitate da questa posizione possono indurre l'uomo a raggiungere l'orgasmo più rapidamente rispetto ad altre posizioni, il che può risultare alquanto problematico se la coppia sta cercando di raggiungerlo contemporaneamente.
L'attività sessuale nella posizione del missionario, come forma di esercizio fisico, può risultare più vigorosa per l'uomo rispetto ad altre posizioni, essendovi un consumo metabolico maggiore ed una frequenza cardiaca superiore.

## Storia

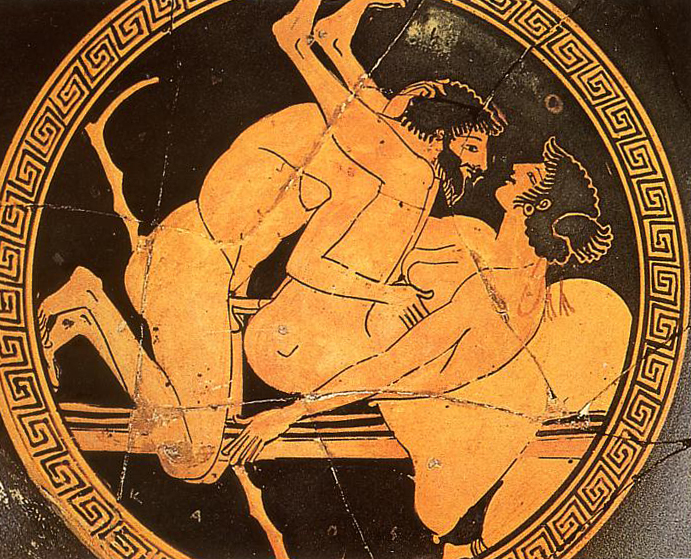
Antica ceramica greca che mostra la posizione del missionario con le gambe poste sulle spalle

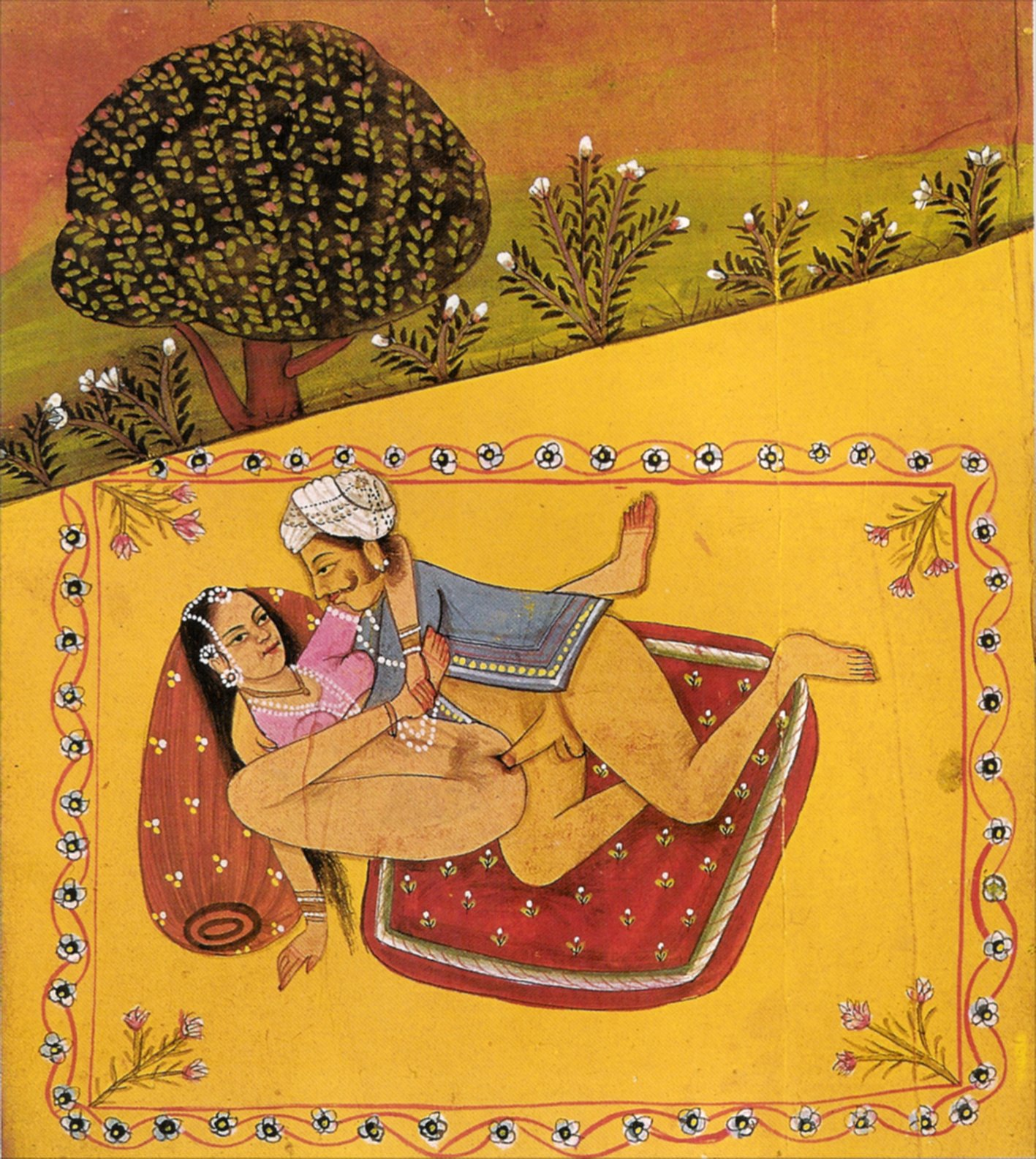
Coppia indiana nella posizione del missionario

La posizione del missionario è usata da almeno qualche millennio, se non di più, in quanto utilizzata anche dalle grandi scimmie così come da molte altre specie di primati. Robert Francoeur osserva che la prova dell'uso di tale posizione durante il rapporto sessuale appare già nell'antica ceramica e nell'arte in generale della Mezzaluna fertile; oltre che in quella della Grecia, è presente anche nell'arte romana e dei popoli peruviani precolombiani, nell'arte indiana, nell'arte cinese e nell'arte giapponese. La maggior parte delle posizioni descritte nel Kāma Sūtra rappresentano la posizione del missionario in tutte le sue varianti, con la donna supina e le sue gambe alzate e arcuate in tutti i modi possibili; questo anche se secondo Canongate l'arte antica dimostra come fosse meno popolare di altre.
Alcune tribù del Kerala credono che la posizione col maschio sopra sia l'unico modo per concepire dei guerrieri.
Nell'antica Grecia questa era originariamente una posizione alquanto impopolare; i letti esistevano, ma non come nella forma moderna: uomini adulti sposati a ragazze di soli quindici o sedici anni potevano anche produrre un certo dislivello d'altezza: questi fattori facevano preferire la posizione da dietro in piedi, rendendola anche la più conveniente e rappresentata nell'arte visiva.
Anche se la Bibbia non menziona posizioni sessuali, a partire dal VI e almeno fino al XVI secolo alcune autorità ecclesiastiche hanno insegnato che il rapporto dovrebbe sempre svolgersi faccia a faccia e col maschio sopra, perché credevano che lo sperma seguisse la forza di gravità, quindi potesse scorrere solo dall'alto verso il basso.

## Popolarità
Tra gli esseri umani, questa risulta essere la posizione più comunemente usata durante gli incontri intimi.